# استفنی آن مک فرسون
استفنی آن مک فرسون (انگلیسی: Stephenie Ann McPherson؛ زادهٔ ۲۵ نوامبر ۱۹۸۸) دونده اهل جامائیکا است.